# Alto Paraguai
Alto Paraguai – miasto i gmina w Brazylii, w stanie Mato Grosso.